# Austrosyrrhoe fimbriatus
Austrosyrrhoe fimbriatus is een vlokreeftensoort uit de familie van de Synopiidae. De wetenschappelijke naam van de soort is voor het eerst geldig gepubliceerd in 1891 door Stebbing & Robertson.